# Труэкс, Калеб
Калеб Мэтью Труэкс (англ. Caleb Matthew Truax; род. 14 сентября 1983, Оссио, Хеннепин, Миннесота, США) — американский профессиональный боксёр выступающий в средней и во второй средней весовых категориях. Среди профессионалов бывший чемпион мира по версии IBF (2017—2018) во 2-м среднем весе, и претендент на титул чемпиона мира по версии WBA в среднем весе.

## Карьера
Калеб Труэкс дебютировал на профессиональном ринге 6 апреля 2007 года победив техническим нокаутом Рэя Уолкера. 20 ноября 2009 года выиграл титул интернационального чемпиона во втором среднем весе по версии Всемирного боксёрского фонда. 24 апреля 2010 года свёл вничью поединок с Филлом Уильямсом за вакантный титул чемпиона штата Миннесота во втором среднем весе, а 27 мая 2011 года выиграл этот титул в среднем весе, в поединке с Энди Коллем. 20 апреля 2012 года потерпел первое поражение по очкам в профессиональной карьере от своего соотечественника Джермена Тейлора. 21 сентября 2013 года победил Керресса Форта, завоевал вакантный титул чемпиона по версии USBA в среднем весе и защитил свой титул чемпиона Миннесоты.
24 апреля 2015 года проиграл своему соотечественнику Даниэлю Джейкобсу, в поединке за титул чемпиона мира в среднем весе по версии WBA, которым владел Джейкобс. 9 декабря 2017 года победил решением большинства судей победил британского спортсмена Джеймса Дигейла и выиграл титул чемпиона мира во втором среднем весе по версии IBF, но уже в 7 апреля 2018 года в бою-реванше проиграл Дигейлу единогласным судейским решением и утратил титул.